# Мощёное (Минская область)
Мощёное (бел. Машчонае) — деревня в составе Фанипольского сельсовета Дзержинского района Минской области Беларуси. Деревня расположена в 9 километрах от Дзержинска, 35 километрах от Минска и 7 километрах от железнодорожной станции Койданово.